# Luchtmobiel Speciaal Voertuig

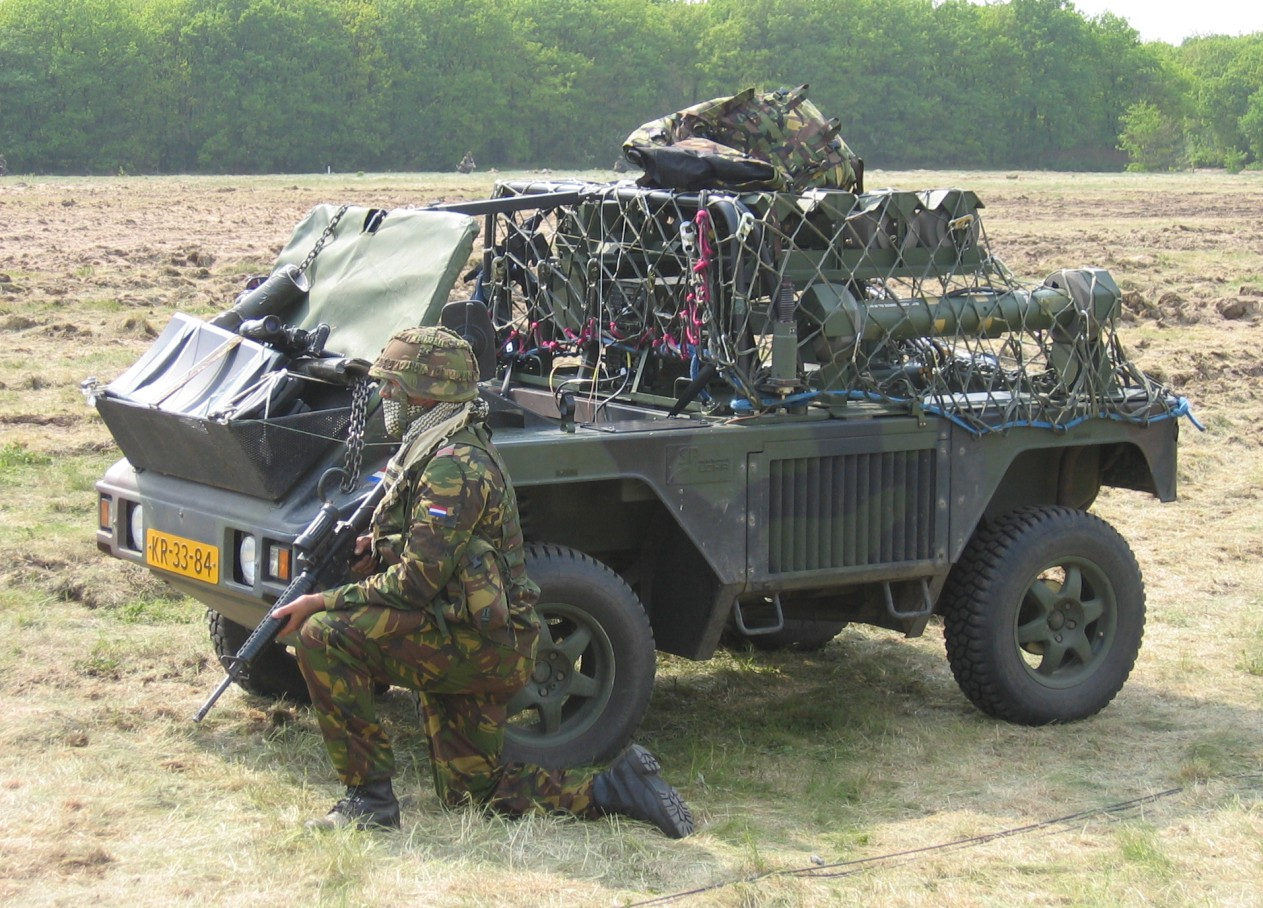
Löhr Luchtmobiel Speciaal Voertuig

Het Luchtmobiel Speciaal Voertuig (LSV) is een klein, open terreinvoertuig dat door de lucht is te vervoeren. Het voertuig is in gebruik bij de Luchtmobiele Brigade van de Nederlandse Koninklijke Landmacht.

## Geschiedenis
Bij de oprichting van de luchtmobiele brigade ontstond behoefte aan specifiek materieel voor deze nieuwe eenheid. Zo was er een voertuig nodig dat de brigade van mobiliteit op de grond moest voorzien en dat in of onder een transporthelikopter moest  kunnen worden vervoerd. Dit multifunctionele voertuig werd 'Luchtmobiel Speciaal Voertuig' gedoopt. Het gewicht was van groot belang omdat anders de actieradius en de laadcapaciteit van de helikopter te veel beperkt wordt. Tijdens het verwervingstraject is een viertal kandidaten overwogen: de Cobra van het Britse Longline, de eveneens Britse Saker van Wessex, de A3 van Auverland uit Frankrijk en het Véhicule Légère Aeromobile van het Franse Lohr. 
Na een eerste selectie bleef een viertal kandidaten over: de Cobra van het Britse Longline, de eveneens Britse Saker van Wessex, de Auverland A3 uit Frankrijk en het Véhicule Légère Aeromobile van het Franse Lohr. Geen van de in 1994 op de markt verkrijgbare voertuigen kon echter aan de gewichtseis van 1200 kg voldoen. Daarom werd de eis bijgesteld naar 1400 kg. Na vervolgproeven bleek de Véhicule Légère Aeromobile van de Franse fabrikant Lohr aan de bijgestelde eisen te voldoen en koos Defensie voor dit voertuig. 
Het was de bedoeling om de voertuigen bij de paraatstelling van de brigade (in de periode 1992-1994) in gebruik te nemen, maar het project liep aanzienlijke vertraging op. Als tussenoplossing gebruikte de brigade open Mercedes-Benz terreinwagens van het type GD-290.  
In 1996 werd uiteindelijk de order geplaatst. De voertuigen werden in Nederland in licentie geproduceerd door SP Aerospace and Vehicle systems. De eerste exemplaren werden eind 1998 geleverd. De Mechanisch Centrale Werkplaats van het de Landmacht zorgde vervolgens voor het ombouwen van de voertuigen tot specifieke AT of GWT-uitvoering. Begin 2001 werd de laatste LSV afgeleverd.  
De initiële behoefte van 230 stuks is gedurende het project teruggebracht naar 180, terwijl het budget gehandhaafd bleef op 12 miljoen euro. In 1998 werd toch een extra order geplaatst ter waarde van 5 miljoen euro voor een 28 stuks van de gewondentransportversie.

## Varianten
In totaal zijn 208 voertuigen geleverd. Er zijn 3 typen in gebruik:
- algemene dienst (AD), bijvoorbeeld voor het vervoer van verbindingsmiddelen en munitie;
- gewondentransport (GWT), voor de afvoer van gewonden;
- anti-tank (AT), voor het vervoer van een antitankwapen en bijbehorende munitie.

## Constructie
Het voertuig bestaat uit een buizenframe met een polyester carrosserie, het heeft twee zitplaatsen en een open laadruimte. Het bezit geen kreukelzone en wordt daardoor onder vredesomstandigheden als onveilig ervaren. Het LSV heeft een automatische versnellingsbak en een permanente vierwielaandrijving. De motor is van Peugeot.

## Specificaties
- lengte: 3,34 meter
- breedte: 1,81 meter
- hoogte: 1,78 meter (met neergeklapte voorruit: 1,30m)
- motor: 4 cilinder Peugeot diesel
- aandrijving: 4x4
- gewicht: 1400 kg
- laadvermogen: 850 kg
- draaicirkel: 11 meter
- max. helling: 60%
- vermogen: 51 kilowatt/4600 toeren per minuut
- koppel: 122 Nm/2200 toeren per minuut
- maximumsnelheid: 70 km/u
- bemanning: 2

## Beperkingen
Het spartaanse karakter van het autootje brengt in de praktijk een aantal beperkingen met zich mee.  
In vredestijd, buiten oefeningen om, blijkt het voertuig ongeschikt om als dienstauto te fungeren op de openbare weg. De binnenruimte is krap, het voertuig is lawaaiig door de open constructie en te langzaam voor de autosnelweg. De maximumsnelheid van 70 km/u is ook te laag om vlot mee te komen in een militaire colonne waardoor meestal speciaal transport moet worden ingehuurd bij verplaatsingen van de brigade.  
Het voertuig wordt door militairen als onveilig ervaren door de open constructie en de afwezigheid van een kreukelzone. Ook geven de stoelen te weinig steun en levert de plaatsing van de radio bij de bijrijder een groot risico op verwondingen bij een botsing. Onder invloed van de ARBO-wetgeving zijn deze twee laatste punten aangepast, maar het voertuig heeft nog steeds beperkingen bij intensief gebruik in het luchtmobiele optreden. Het was daarom de bedoeling om het voertuig in 2008 te vervangen door een voertuig dat beter geschikt is, maar dat is inmiddels uitgesteld tot 2024.

## Operationele inzet
Het LSV is onder meer ingezet tijdens ISAF in Uruzgan.

## Fotogalerij

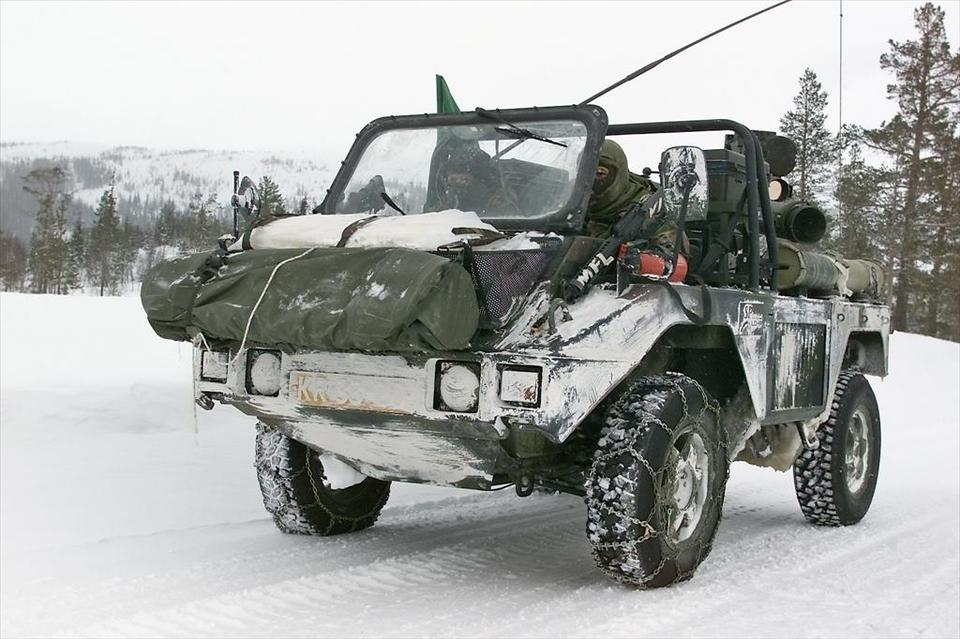
LSV AT in de sneeuw
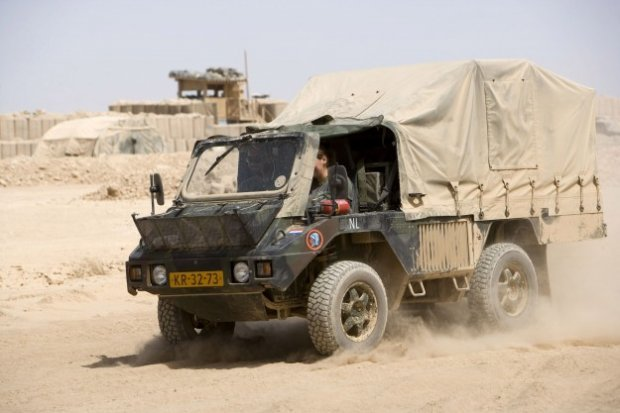
LSV ISAF
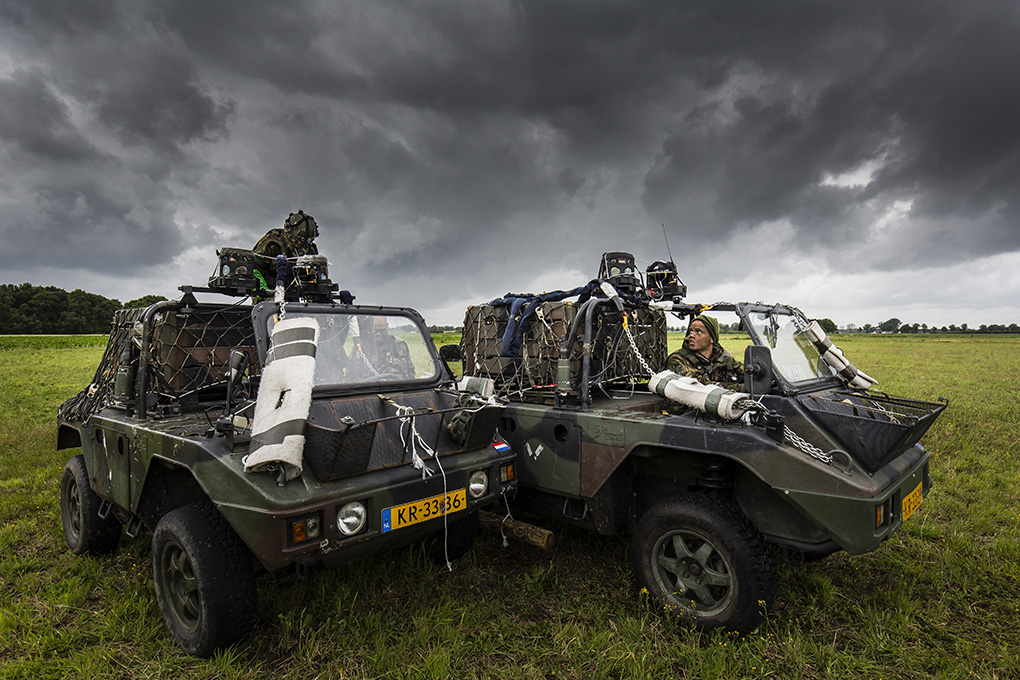
Twee LSV's tactisch beladen
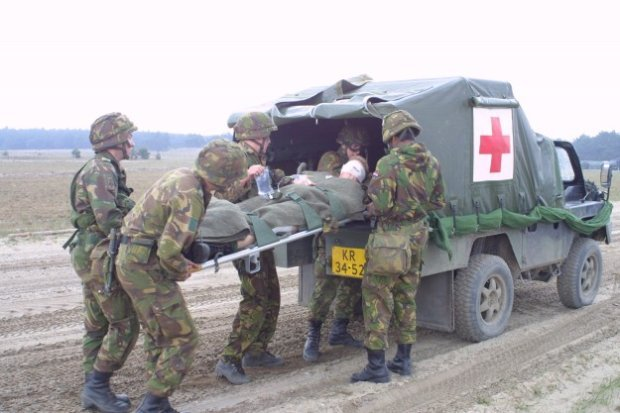
LSV GWT
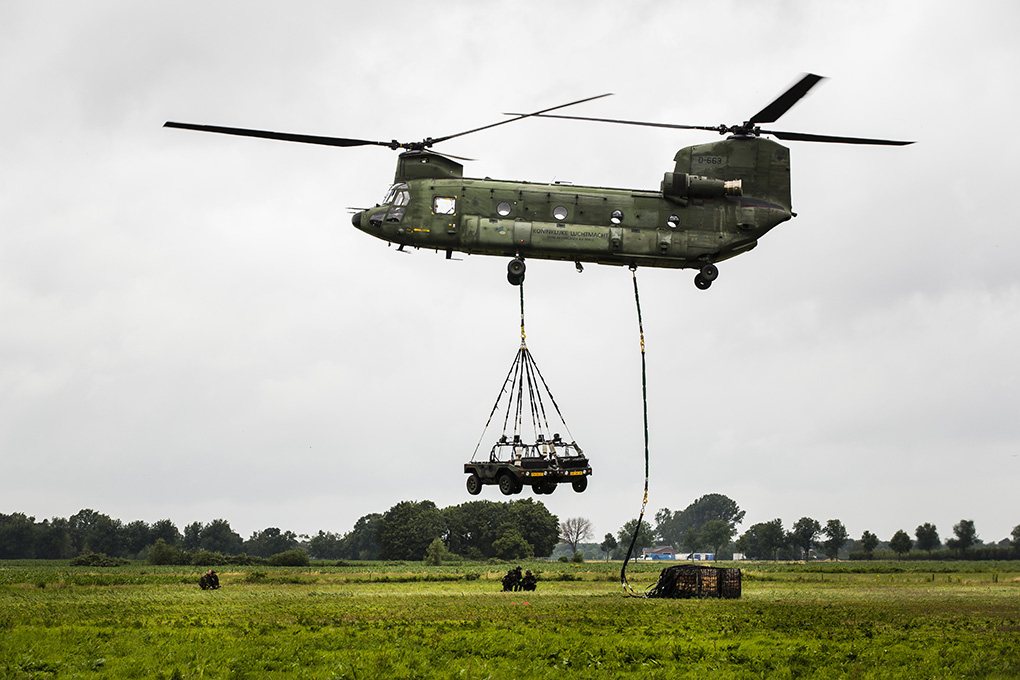
Chinook met last en twee LSV's